# Laverdines
Laverdines är en kommun i departementet Cher i regionen Centre-Val de Loire i de centrala delarna av Frankrike. Kommunen ligger  i kantonen Baugy som tillhör arrondissementet Bourges. År 2018 hade Laverdines 36 invånare.

## Befolkningsutveckling
Antalet invånare i kommunen Laverdines
Referens:INSEE